# Мохорич, Матей
Матей Мохорич (словен. Matej Mohorič; род. 8 февраля 1995, Крань, Словения ) — словенский профессиональный шоссейный велогонщик, выступающий за команду мирового тура «Bahrain Victorious». Чемпион Словении в групповой гонке 2018 года.

## Достижения
2011
2-й - Тур Истрии (юниоры) — ГК
3-й - Гран-при Генерала Паттона (юниоры) — ГК
7-й - Реджо тур — ГК
2012
Чемпионат мира
1-й  - Чемпион мира - Групповая гонка (юниоры)
2-й  - Индивидуальная гонка (юниоры)
1-й  - Чемпион Словении - Индивидуальная гонка (юниоры)
1-й   - Джиро ди Базиликата (юниоры) — ГК
1-й   — ОК
1-й   — ГрК
1-й  — этапы 1, 2, 3 (ИГ) и 4
1-й   - Джиро делла Луниджана (юниоры) — ГК
1-й   - Oberösterreichrundfahrt — ГК
Чемпионат Европы по шоссейному велоспорту
3-й  - Индивидуальная гонка (юниоры)
4-й - Групповая гонка (юниоры)
2013
1-й  - Чемпион мира Групповая гонка (U-23)
Чемпионат Словении по шоссейному велоспорту
4-й - Групповая гонка
4-й - Индивидуальная гонка
7-й - Джиро ди Ломбардия U23
2014
5-й Чемпионат Словении по шоссейному велоспорту - Групповая гонка
2015
5-й Чемпионат Словении по шоссейному велоспорту - Групповая гонка
6-й Кубок Японии
2016
2-й Чемпионат Словении по шоссейному велоспорту - Индивидуальная гонка
3-й - Тур Хайнаня — ГК
1-й  — этап 6
2017
1-й  — этап 7 Вуэльта Испании
1-й  — этап 7 Гонконг Челлендж
3-й Чемпионат Словении по шоссейному велоспорту - Групповая гонка
6-й - Тур Гуанси — ГК
8-й - Трофео Лагуэлья
2018
1-й  Чемпионат Словении в групповой гонке
1-й  БинкБанк Тур
1-й  Тур Германии
1-й  Очковая классификация
1-й  Молодёжная классификация
1-й на этапе 3
1-й Гран-при Индустрия и Артиджанато ди Ларчано
1-й на этапе 10 Джиро д’Италия
1-й на этапе 1 Тур Австрии
3-й Тур Словении
7-й Джиро ди Тоскана
2019
5-й Милан — Сан-Ремо
9-й Гент — Вевельгем
2021
2-й на этапе 7 Вуэльта_Каталонии
1-й на этапе 7 Тур де Франс
| ГК  | Генеральная классификация |
| ОК  | Очковая классификация     |
| ГрК | Горная классификация      |

### Гранд-туры
| Гонка           | 2015 | 2016 | 2017 | 2018 | 2019 |
| --------------- | ---- | ---- | ---- | ---- | ---- |
| Джиро д'Италия  | —    | 98   | 135  | 30   |      |
| Тур де Франс    | —    | —    | —    | —    |      |
| Вуэльта Испании | НФ   | —    | 30   | —    |      |

| —  | Не участвовал  |
| НФ | Не финишировал |